# Coloratura (canção)
"Coloratura" é uma canção da banda britânica de rock alternativo Coldplay. Foi produzida por Max Martin e Oscar Holter, com créditos de coprodução dos colaboradores de longa data Rik Simpson, Bill Rahko e Daniel Green, conhecidos coletivamente como The Dream Team. Ela aparece como a faixa final do nono álbum de estúdio da banda, Music of the Spheres (2021), e é atualmente a canção mais longa que eles já lançaram.

## Antecedentes
Em 20 de julho de 2021, Coldplay anunciou por meio de suas redes sociais que um novo álbum, Music of the Spheres, seria lançado até o final do ano. No mesmo comunicado, eles mencionaram que a faixa de encerramento do disco seria lançada em três dias, enquanto o single sucessor de "Higher Power" chegaria em setembro. Um vídeo com a letra da canção foi publicado junto com ela, dirigido por Pilar Zeta e Victor Scorrano, apresentando uma nebulosa fictícia com o nome da faixa.

## Recepção da crítica
Matt Doria, da NME, elogiou a faixa por "ecoar as vibrações rapsódicas do rock progressivo de Pink Floyd por volta de The Dark Side of the Moon" e também observou como ela marca "um passo ambicioso em território desconhecido para o Coldplay, embora não se esquivasse muito de [seus] trabalhos recentes". Escrevendo para a Rolling Stone, Daniel Kreps descreveu a canção como um "épico espacial" e uma "viagem de várias suítes ao cosmos, com Chris Martin conferindo nomes a corpos celestes [...] ao longo de sua jornada até as estrelas". Ahad Sanwari da revista V, mencionou que "apenas o Coldplay, nos dias de hoje, pensaria 'vamos fazer uma faixa com mais de dez minutos de duração' e, ainda assim, [...] de alguma forma, conseguiria". Ele também elogiou a banda observando que "[eles] claramente dominaram a arte de criar uma atmosfera e clima específicos ao longo de sua música".

## Desempenho nas tabelas musicais
| Tabela musical (2021)                                   | Melhor posição |
| ------------------------------------------------------- | -------------- |
| Estados Unidos (Billboard Hot Rock & Alternative Songs) | 34             |
| Reino Unido — Singles Download Chart (OCC)              | 65             |